# Pseudolasius sexdentatus
Pseudolasius sexdentatus é uma espécie de formiga do gênero Pseudolasius, pertencente à subfamília Formicinae.